# Parafia Miłosierdzia Bożego w Dębicy
Parafia pw. Miłosierdzia Bożego w Dębicy – parafia rzymskokatolicka znajdująca się w diecezji tarnowskiej w dekanacie Dębica Wschód. Erygowana w 1984. Kancelaria mieści się przy ulicy Mickiewicza.

## Proboszczowie
- ks. Józef Dobosz (1984–2017)[2]
- ks. Antoni Bielak (od 2017)[2]